# Margaret Vinci Heldt
 (août 2024).
Margaret Vinci Heldt (11 février 1918 – 10 juin 2016) est une coiffeuse américaine, surtout connue comme la créatrice de la coiffure en ruche.

## Biographie
Elle naît Margaret Vinci le 11 février 1918 et grandit à Chicago, dans l'Illinois. Elle fréquente l'école primaire Calhoun, les lycées Our Lady of Sorrows et Lucy Flowers, ainsi que la Columbia Beauty School, où elle devient cosmétologue agréée en 1937. Elle progresse rapidement dans sa profession, remportant d'innombrables prix et distinctions, dont le concours national du coiffeur de l'année en 1954.

### Carrière
Elle devient l'une des premières femmes entrepreneures, fondant et gérant un prestigieux salon de coiffure, Margaret Vinci Coiffures, sur Michigan Avenue, pendant plus de deux décennies dans les années 50 et 60. Margaret est une instructrice et un mentor très recherché, contribuant au succès de générations entières de coiffeurs dans la région de Chicago. Elle est membre de Hair America, de la National Cosmetologists Association, et de Cosmetologists Chicago pendant 78 ans. Elle est intronisée au National Cosmetologists Hall of Renown en 2005, et en 2009, une bourse perpétuelle est créée en son nom pour perpétuer la tradition d'éduquer de nouveaux jeunes dans son domaine. Lors de sa formation au Columbia College of Hairdressing, elle fabrique sa propre coiffure d'entraînement en attachant les cheveux de sa mère, après une coupe rapide, à un mannequin. Elle se marie et devient Margaret Heldt dans les années 1940 . « Margaret Vinci Coiffures » ouvre ses portes en 1950, et Heldt remporte le championnat national de coiffure quatre ans plus tard .
En février 1960, la rédactrice en chef du magazine Modern Beauty Shop encourage Heldt, déjà championne de la coiffure et propriétaire d'un salon haut de gamme, à proposer « quelque chose de vraiment différent » pour la nouvelle décennie. Heldt conçoit alors ce qui devient connu sous le nom de coiffure en ruche, inspirée d'un petit chapeau noir . Le premier exemple est réalisé sur un mannequin qui porte une petite décoration en forme d'abeille dans ses cheveux, et Heldt explique que c'est ainsi que cette coiffure commence à être appelée une ruche. Le mannequin original utilisé pour créer ce style, ainsi que le chapeau et l'épingle à cheveux en forme d'abeille, sont exposés au Chicago History Museum. Elle affirme que le rapport idéal entre les cheveux et le visage est de deux pour un. Heldt s'oppose aux adaptations ultérieures de son design par des femmes comme Amy Winehouse .